# Francisco de Moraes Cabral
Francisco de Moraes Cabral (Braganza, 1500 circa – Évora, 1572) è stato uno scrittore portoghese.
Autore dell'opera Palmerino d'Inghilterra, contribuì alla diffusione dei romanzi cavallereschi in lingua portoghese.

## Biografia
Si conosce poco della vita di Francisco de Moraes. Si sa però che nel 1539 divenne ciambellano (moço da câmara) del Cardinale Infante. Servì come segretario personale Francisco de Noronha, II conte di Linhares, ambasciatore di Giovanni III alla corte di Francesco I di Francia. Durante i suoi due viaggi a Parigi (nel 1540 e nel 1546) scrisse il Palmerino d'Inghilterra, un derivato dell'Amadigi di Gaula, quarto nella serie dei Palmerini e citato nel Don Chisciotte di Cervantes. Il romanzo ebbe un discreto successo in tutta Europa, specialmente in Inghilterra, dove venne ristampato varie volte.
Moraes fu autore inoltre di un'opera autobiografica, Desculpas de uns amores, pubblicata postuma nel 1624.